# Fortunato Antonio Rossi
Fortunato Antonio Rossi (Gualeguaychú, 9 de enero de 1919 - Corrientes, 21 de agosto de 1999) fue un sacerdote católico argentino, que fue obispo de Venado Tuerto y de San Nicolás de los Arroyos, y arzobispo de Corrientes.

## Biografía
Estudió en el seminario de Paraná y fue ordenado sacerdote el 20 de diciembre de 1942. Durante años fue profesor en el seminario en que se había educado.
El 24 de julio de 1961, el papa Juan XXIII lo nombró obispo titular in partibus infidelium de Dices y obispo auxiliar de la arquidiócesis de Paraná. El 12 de agosto de 1963 fue trasladado a la recién creada diócesis de Venado Tuerto, de la cual fue el primer obispo, asumiendo el 7 de marzo del año siguiente. Participó en las cuatro sesiones del Concilio Vaticano II, aunque no presentó iniciativas propias.
En 1976, producido el golpe de Estado que derrocó a la presidenta María Estela Martínez de Perón, su hermano Abelardo Rossi fue nombrado ministro de la Corte Suprema de Justicia de la Nación Argentina.
El 11 de noviembre de 1977 fue trasladado a la diócesis de San Nicolás de los Arroyos, asumiendo como obispo el 2 de enero de 1978. Su gestión estuvo marcada por la represión durante la última dictadura militar, que fue especialmente cruenta en la zona de influencia de su diócesis, en particular en las ciudades industriales de San Nicolás de los Arroyos y Ramallo. En 1982 fundó el seminario diocesano en San Nicolás. A fines de 1983 se entrevistó con Gladys Quiroga, quien habría recibido la revelación de la Virgen del Rosario de San Nicolás; aunque no llegó a tomar ninguna determinación sobre la aparición mariana.
El 26 de noviembre de 1983, el papa Juan Pablo II lo nombró arzobispo de Corrientes, cargo que asumió el 17 de marzo de 1984.
Renunció por haber cumplido la edad canónica de 75 años el 7 de abril de 1994. Falleció de una tuberculosis en la ciudad de Corrientes el 21 de agosto de 1999. Sus restos descansan en la Catedral de Corrientes.